# Limnophila taiwanensis
Limnophila taiwanensis är en tvåvingeart som beskrevs av Alexander 1923. Limnophila taiwanensis ingår i släktet Limnophila och familjen småharkrankar.
Artens utbredningsområde är Taiwan. Inga underarter finns listade i Catalogue of Life.